# Regionmusiken
Regionmusiken skapades 1971 som en civil myndighet i Sverige. Den efterträdde Militärmusiken och organiserades på 22 musikavdelningar i 8 regioner. Syftet var att den skulle verka inom både det regionala offentliga musiklivet, liksom att stå till försvarets förfogande. Tillsammans med stiftelsens Rikskonserters regionala kontor bildades av Regionmusiken 1988 länsmusikstiftelser under landstingen. Då hade de flesta musikavdelningar sedan länge upphört med militära spelningar, vilket var ett högst bidragande skäl till att Arméns musikpluton med värnpliktiga musiksoldater sattes upp 1982.